# یانگ، اروگوئه
یانگ، اروگوئه (به اسپانیایی: Young) شهری در کشور اروگوئه، استان ریو نگرو است که جمعیت آن در سرشماری سال ۲۰۰۴ میلادی ۱۵٬۷۵۹ نفر بوده‌است.